# L'Illustre Mâchefer

L'Illustre Mâchefer est un film muet français réalisé par Louis Feuillade en 1913 et sorti en 1914.

## Fiche technique
- Titre : L'Illustre Mâchefer
- Réalisation :  Louis Feuillade
- Société de production : Société des Établissements L. Gaumont
- Société de distribution : Comptoir Ciné Location
- Format : Noir et blanc - 1,33:1 - 35 mm - Son : Muet
- Métrage : 745 m
- Genre : court-métrage
- Date de sortie :
  -  France : 23 janvier 1914[1]

## Distribution
- Marcel Lévesque : Laidurot
- Charles Lamy : Mâchefer
- Catherine Fonteney : Mme Mâchefer
- Madeleine Guitty : la mairesse
- Paul Manson : l'adjoint
- Mademoiselle Le Brun : sa femme
- Edmond Bréon : le maire